# Decibel A

Un gràfic de les ponderacions A, B, C i D en el rang de freqüències 10 Hz – 20 kHz

La ponderació A o Decibel A o dB A és la més utilitzada d'una família de corbes definides a l'estàndard internacional IEC 61672:2003 i diverses normes nacionals relacionades amb la mesura del nivell de pressió acústica. La ponderació A s'aplica als nivells de so mesurats amb l'instrument en un esforç per tenir en compte la sonoritat relativa percebuda per l'oïda humana, ja que l'oïda és menys sensible a les freqüències d'àudio baixes. S'utilitza afegint aritmèticament una taula de valors, llistats per bandes d'octava o tercers d'octava, als nivells de pressió sonora mesurats en dB. Les mesures de la banda d'octava resultants se solen afegir (mètode logarítmic) per proporcionar un únic valor ponderat A que descriu el so; les unitats s'escriuen com a dB(A). A continuació es comenten altres conjunts de valors de ponderació (B, C, D i ara Z).
Les corbes es van definir originalment per utilitzar-les a diferents nivells de so mitjans, tot i que originalment només estava pensada per a la mesura de sons de baix nivell (al voltant de 40 fon), ara s'utilitza habitualment per a la mesura del soroll ambiental i el soroll industrial. així com a l'hora d'avaluar possibles danys auditius i altres efectes sobre la salut del soroll a tots els nivells sonors; de fet, l'ús de la ponderació de la freqüència A és ara obligatori per a totes aquestes mesures, perquè dècades d'experiència de camp han demostrat una molt bona correlació amb la sordesa ocupacional en el rang de freqüències de la parla humana. També s'utilitza quan es mesura el soroll de baix nivell en equips d'àudio, especialment als Estats Units. A Gran Bretanya, Europa i moltes altres parts del món, les emissores i els enginyers d'àudio utilitzen més sovint la ponderació del soroll ITU-R 468, que es va desenvolupar a la dècada de 1960 a partir de la investigació de la BBC i altres organitzacions. Aquesta investigació va demostrar que les nostres orelles responen de manera diferent al soroll aleatori, i les corbes d'igualtat de sonoritat en què es basaven les ponderacions A, B i C només són vàlides per a tons únics purs.